# 管進吾
管 進吾（かん しんご、1962年7月17日 - ）は、大分県出身のアスレティックトレーナー。

## 経歴
1962年に大分県で生まれる。佐伯鶴城高校、東海大学体育学部、日本鍼灸理療専門学校、インディアナ州立大学を経てバレーボール全日本女子や福岡ソフトバンクホークス、名古屋グランパスエイトなどでトレーナーを歴任した。
2009年には高橋建（ニューヨーク・メッツ）の通訳兼パーソナルトレーナーを務めた。
2010年からソフトバンクの一軍コンディショニングコーチに就任。2012年12月7日付で退団が発表された。
2013年4月には龍谷大学トレーニングセンター所属となり、2020年3月まで務めた。その後は福岡県福岡市東区にある「きよた鍼灸院」のサポートスタッフを務めている。

## 詳細情報

### 背番号
- 96 （2010年 - 2012年）